# Watchung
Watchung es un borough ubicado en el condado de Somerset en el estado estadounidense de Nueva Jersey. En el año 2010 tenía una población de 5,801 habitantes y una densidad poblacional de 372 personas por km².

## Geografía
Watchung se encuentra ubicado en las coordenadas 40°38′38″N 74°26′15″O / 40.64389, -74.43750.

## Demografía
Según la Oficina del Censo en 2000 los ingresos medios por hogar en la localidad eran de $101,944 y los ingresos medios por familia eran $120,764. Los hombres tenían unos ingresos medios de $80,658 frente a los $54,167 para las mujeres. La renta per cápita para la localidad era de $58,653. Alrededor del 2.2% de la población estaba por debajo del umbral de pobreza.